# Климат Ирана

Климат Ирана (перс. آب و هوا ایران‎)

## Общие сведения
В целом Иран — это страна с засушливым климатом. За исключением приближающихся к Каспийскому морю склонов Эльбурса, а также западных склонов Загроса, где выпадает значительное количество осадков, остальные районы страны лишены подобного блага и в большинстве своём относятся к самым засушливым зонам земного шара. Максимальное количество осадков на северных склонах Эльбурса (остан Гилян) достигает примерно 2000 мм в год. В самых же засушливых районах страны, каковыми являются центральная и восточная пустыни, количество осадков не превышает 100 мм. Климат Ирана главным образом находится под влиянием западного или средиземноморского фронтов. В конце концов, западные дождевые фронты сталкиваются с высотами, расположенными на западе страны, изменяют своё направление, отклоняются на северо-восток и в результате осадки выпадают в останах Азербайджан и Ардебиль, а также на северных склонах Эльбурса, лишая этого дара внутреннюю часть территории Ирана.
За исключением влажных и полувлажных районов (всё тех же северных склонов Эльбурса и западных склонов Загроса) в большей части районов страны в конце весны климат начинает склоняться к засушливому и во внутренних районах начинается засушливый сезон. Иногда этот сезон продолжается до середины осени. С этого времени высоты Эльбурса и Загроса, а также другие возвышенности постепенно покрываются снегом, а затем начинается зимнее выпадение осадков, главным образом, в виде снега. Таким образом, большинство районов страны, за исключением Хузестанской равнины и прибрежной полосы Персидского и Оманского заливов покрываются снегом и льдом.
Однако в силу большой протяжённости территории страны, а также ввиду наличия различных природных препятствий, в частности высоких возвышенностей на севере и западе и широких низин, например, центральных пустынь внутри плато, и кроме того, из-за соседства с Каспийским морем, Персидским заливом и Индийским океаном, когда каждая из этих линий создаёт отдельный район, в Иране существуют самые различные климатические зоны.

## Иран — страна четырёх климатических зон
Климат любого региона, без сомнения, служит влиятельным фактором, определяющим форму архитектуры этого региона. Решения, которые жители различных регионов веками реализовывали при строительстве своих убежищ, соответствующих климатическим условиям региона, заслуживают всяческих похвал. Эти методы удивительным образом минимизировали трудные условия, использовав их полезные стороны.
Двигаясь с севера на юг страны, мы сталкиваемся с различными климатическими районами. По уровню осадков, Иран относится к регионам с засушливым и полузасушливым климатом. Ежегодное количество осадков в разных точках страны различается в зависимости от сезона.

## Умеренно влажный климат
Южное побережье Каспийского моря с его умеренным климатом и обилием осадков относится к районам страны, обладающим умеренным климатом. Летом здесь, как правило, температура днём колеблется от 25 до 30 градусов, а ночью — от 20 до 23. Дожди способствуют повышению уровня растительного покрова и росту лесов в умеренно влажной климатической зоне Каспийского моря.

## Жаркий засушливый климат

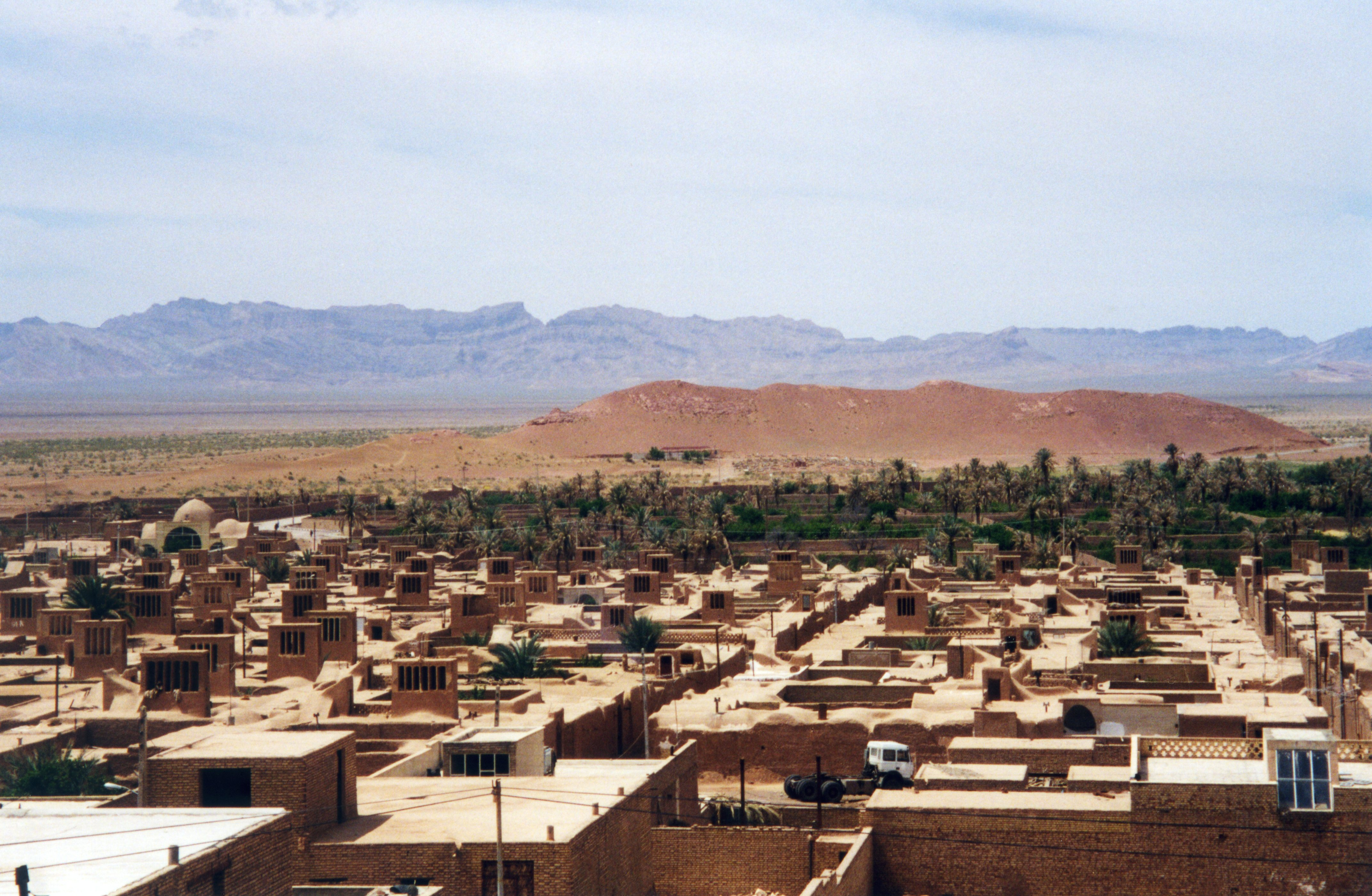

Значительную часть территории Ирана занимают районы с жарким засушливым климатом. В этих районах немало страданий доставляют суховеи. Небо в пустыне большую часть дней года ясное и безоблачное. Незначительное количество осадков приводит к уменьшению растительного покрова. Перепады дневных и ночных температур в этих районах весьма значительны. Характерной особенностью данной климатической зоны являются жаркие дни и очень холодные ночи, суровая зима и жаркое, засушливое лето.

## Холодный горный климат

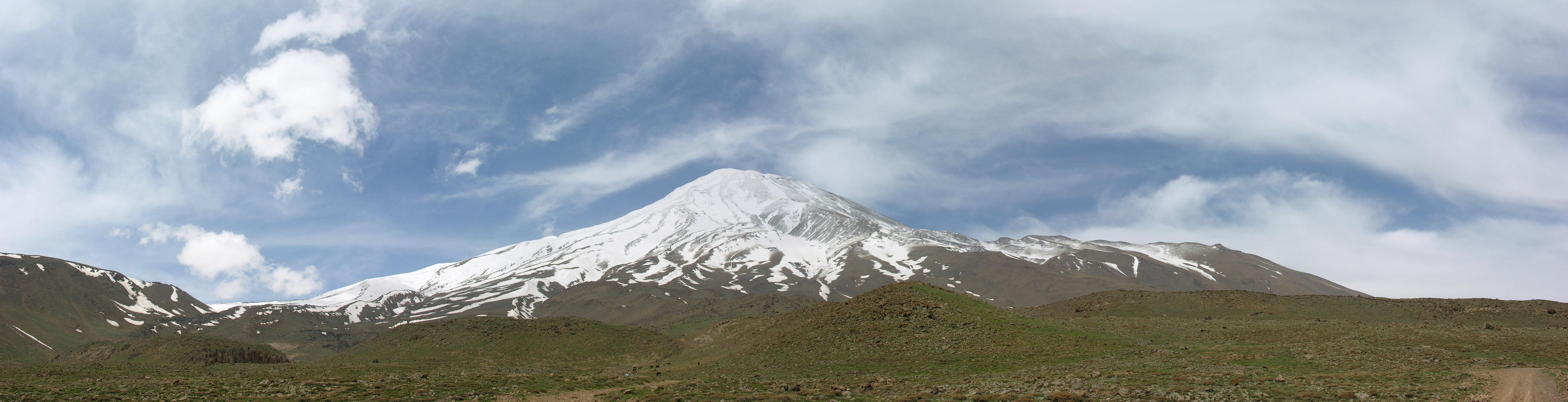

Горные цепи Эльбурс и Загрос отделяют центральные районы Ирана от Каспийского моря на севере и долины Междуречья на западе. Западные горные массивы, включающие в себя горы Центрального плато и всю горную систему Загроса, относятся к районам страны, обладающим холодным климатом. Характерной чертой этой климатической зоны являются сильные морозы в зимний период и умеренное лето. Уровень снежного покрова и перепады дневных и ночных температур в холодном горном климате весьма высоки. Летом уровень осадков в этих районах невысок, а зимой значителен (в основном, в виде снега). На высотах более 3000 м снег лежит постоянно, и эти горные массивы служат источниками рек и канатов.

## Жаркий влажный климат
Этот климатический район протянулся вдоль узкой и достаточно длинной (более 2000 км) прибрежной полосы. Она начинается от устья реки Арванд на юго-западе остана Хузестан и завершается Гватарским заливом на юго-востоке остана Систан и Балуджестан. Характерной особенностью этого климатического района является сильная жара и высокая влажность воздуха. Уровень осадков здесь крайне низок. Основное количество осадков выпадает осенью и особенно зимой. Зимой погода умеренная и приятная. Побережье Персидского и Оманского заливов отчасти соответствует условиям жаркого влажного климата.
В отличие от умеренно влажного климатического района уровень осадков в жарком влажном климатическом районе невысок и ограничивается осенне-зимним периодом. Высокий уровень влажности воздуха, обусловленный соседством с морем, способствует тому, что перепады дневных и ночных температур в течение всего года незначительны.